# Недостаточность дигидрофолатредуктазы
Недостаточность дигидрофолатредуктазы (недостаточность ДГФР) — редкое расстройство фолатного метаболизма, наследуемое по аутосомно-рецессивному типу. Расстройство возникает вследствие мутаций гена DHFR, кодирующего соответствующий фермент. При заболевании у пациента может отмечаться мегалобластная анемия и церебральная фолатная недостаточность, может наблюдаться ряд неврологических симптомов различной степени тяжести. Так, пациент может страдать отставанием в развитии, у него могут развиться эпилептические приступы.

## Терапия
Для коррекции церебральной фолатной недостаточности и анемии используют фолиновую кислоту, что может приводить к ослаблению симптомов.

## История
Недостаточность дигидрофолатредуктазы была впервые описана в 2011 году независимо двумя группами исследователей. До 2011 года описывались пациенты, предположительно страдавшие недостаточностью дигидрофолатредуктазы, однако последующие исследования показывали, что они страдали другими редкими расстройствами метаболизма.